# Tsugiharu Ogiwara
Pour les articles homonymes, voir Ogiwara.
Tsugiharu Ogiwara (荻原 次晴, Ogiwara Tsugiharu, né le 20 décembre 1969 à Kusatsu (Gunma)) est un ancien spécialiste japonais du combiné nordique.
Il est le frère jumeau de Kenji Ogiwara, double champion olympique, quadruple champion du monde et triple vainqueur du classement général de la coupe du monde de combiné nordique.

## Palmarès

### Jeux olympiques
| Épreuve / Édition | Nagano 1998 |
| Individuel        | 6e          |
| Par équipes       | 5e          |

### Championnats du monde
| Épreuve / Édition | Thunder Bay 1995 |
| Par équipes       | Or               |

### Coupe du monde
- Meilleur classement général : 4e en 1995.
- Meilleur résultat : 2e (deux fois).

### Coupe du monde B
- Deux victoires :
  - Reit im Winkl, 11 janvier 1998, en sprint
  - Kuopio, 12 décembre 1993
- Une deuxième place (Štrbské Pleso, 20 février 1994)
- Deux troisièmes places (Klingenthal, 13 février 1994 & Lillehammer, 5 décembre 1994)